# Enotska matrika
Enotska matrika v linearni algebri pomeni kvadratno matriko, ki je enota za dvočleno aritmetično operacijo množenja matrik, se pravi, da množenje katerekoli matrike {\displaystyle A\!\,} z njo, z leve ali desne, vrne isto matriko {\displaystyle A\!\,}. {\displaystyle i\!\,}-ti stolpec enotske matrike je enotski vektor {\displaystyle e_{i}\!\,}.
Ker se lahko matrike množi le, če so med seboj združljivih razsežnosti, obstajajo enotske matrike za vse velikosti. Matriko {\displaystyle I_{n}\!\,}, enotsko matriko reda {\displaystyle n\times n\!\,} se definira kot diagonalno matriko z 1 po svoji glavni diagonali in 0 drugje. Torej:
{\displaystyle I_{1}={\begin{bmatrix}1\end{bmatrix}},\ I_{2}={\begin{bmatrix}1&0\\0&1\end{bmatrix}},\ I_{3}={\begin{bmatrix}1&0&0\\0&1&0\\0&0&1\end{bmatrix}},\ \cdots ,\ I_{n}={\begin{bmatrix}1&0&\cdots &0\\0&1&\cdots &0\\\vdots &\vdots &\ddots &\vdots \\0&0&\cdots &1\end{bmatrix}}\!\,.}
Z zapisom, ki se ga včasih rabi za krajše pisanje diagonalnih matrik, to pomeni:
{\displaystyle I_{n}=\mathrm {diag} (1,1,...,1)\!\,.}
Če velikost ni pomembna ali jo je trivialno moč razbrati iz konteksta, se matriko preprosto označi kot {\displaystyle I\!\,}.
Enotsko matriko se lahko zapiše tudi s Kroneckerjevo delta:
{\displaystyle I_{ij}=\delta _{ij}\!\,,}
ali še preprosteje:
{\displaystyle I=(\delta _{ij})\!\,.}